# San Carlos Lake
San Carlos Lake er en sø i San Carlos-reservatet i Gila County og Graham County i delstaten Arizona, USA.
San Carlos-søen er en af otte søer omringet af ørken, og som blev dannet som resultat af dæmninger i bjergene omkring Phoenix. Den ligger for foden af de stenede og kaktusbevoksede bjerge Gila Mountains, Mescal Mountains og Santa Teresa Mountains. Søen blev dannet af dæmningen Coolidge Dam, som blev bygget i 1930 på Gila River, der er den største flod i Sydarizona, og som udspringer i bjergene Mogollon Mountains i det vestlige/centrale New Mexico.